# Gerry Moro
Gerry Moro, född 17 april 1943, är en friidrottare från Kanada. Han deltog vid olympiska sommarspelen 1964 och olympiska sommarspelen 1972.